# Spodoptera imperviata
Spodoptera imperviata är en fjärilsart som beskrevs av Walker 1865. Spodoptera imperviata ingår i släktet Spodoptera och familjen nattflyn. Inga underarter finns listade i Catalogue of Life.